# Hohe-Möhr-Turm
Der Hohe-Möhr-Turm ist ein 30 Meter hoher Aussichtsturm auf dem Gipfel der namensgebenden Hohen Möhr im Südschwarzwald. Der 1894 eröffnete Turm steht auf der Gemarkung der Stadt Schopfheim in unmittelbarer Grenze zum nördlich benachbarten Zell im Wiesental. Das Bauwerk steht unter Denkmalschutz.
Der Aussichtsturm bietet eine 360-Grad-Rundumsicht und bei guten Sichtverhältnissen einen Blick zur südlich gelegenen Schweizer Alpenkette, dem Jura sowie den Vogesen im Westen. Im näheren Umfeld kann man im Wiesental unter anderem die Städte Schopfheim und Zell im Wiesental sehen sowie weitere Teile des Wiesentals, das Rheintal und Wehratal sowie den Hotzenwald, den Dinkelberg und die Berge des südlichen Schwarzwaldes sehen.

## Geschichte

### Baugeschichte
Die Absicht auf der Hohen Möhr einen Turm zu bauen wurde 1883 – im Jahr der Gründung der Schopfheimer Sektion – getroffen. Erst 1887 wurde das Vorhaben wieder aufgegriffen und ein Jahr später ein Fonds für die Baukosten ins Leben gerufen. Bis zum Frühjahr 1892 wuchs das Guthaben auf 2823 Goldmark.

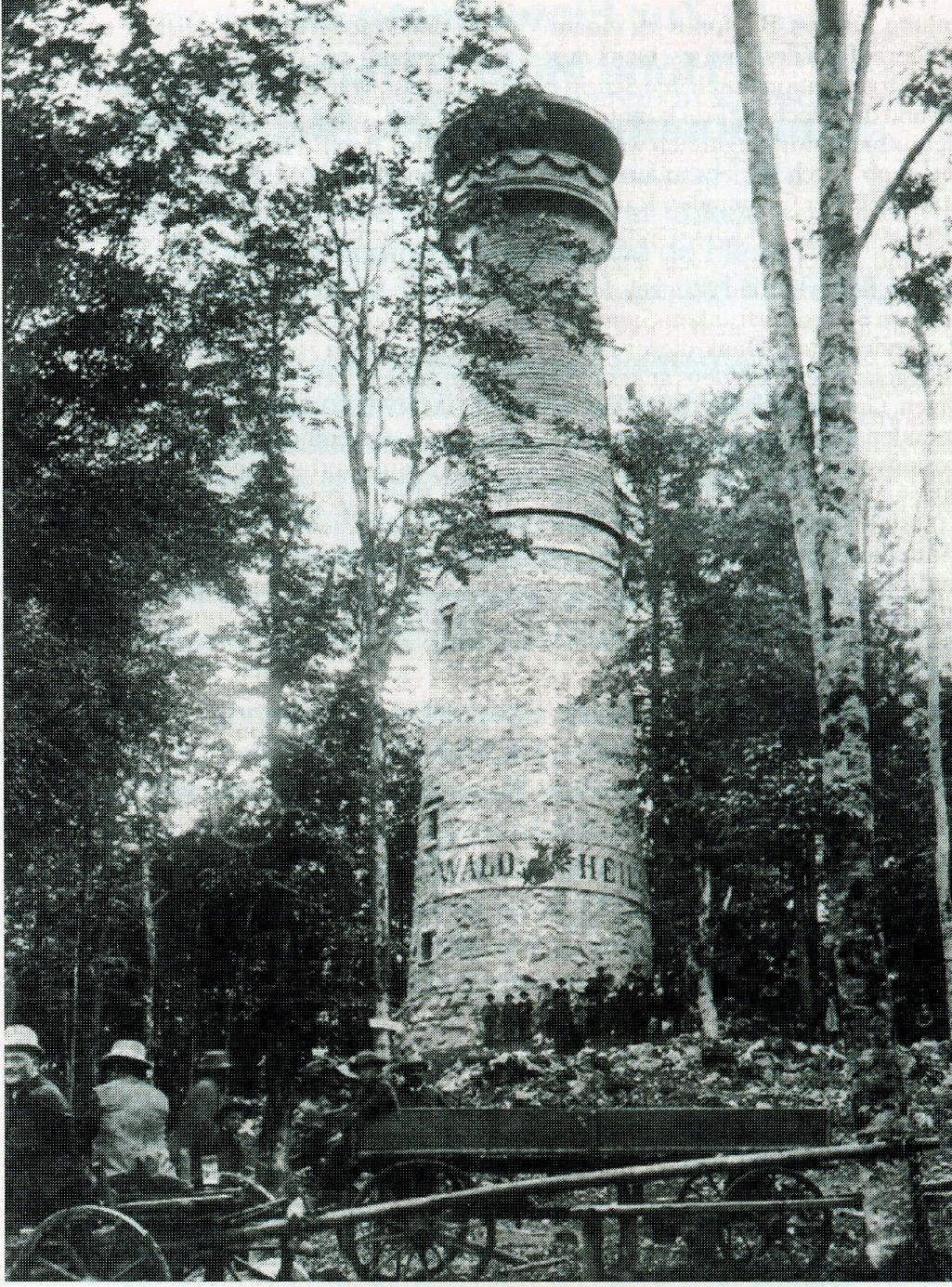
Hohe-Möhr-Turm 1894

Die feierliche Grundsteinlegung durch die Schopfheimer Ortsgruppe des Schwarzwaldvereins zum Hohe-Möhr-Turm fand am 24. Juli 1892 statt. Für den Bau wurde der italienische Baumeister Cesare Sironi aus Schopfheim beauftragt. Als Material verwendete man neben Steinen aus dem Umkreis der Hohen Möhr auch Granitplatten für die Steinstufen aus Pollegio nähe des tessinischen Biasca. Der Import aus der Schweiz erwies sich als preiswerter als das entsprechende Material im Inland zu beziehen. Die eigentlichen Bauarbeiten begannen Anfang 1893. Zwar wuchs der Turm im ersten Monat auf 14,5 Meter. Allerdings gab es Schwierigkeiten mit der Trocknung des Mörtels, so dass dieser samt Sockel abgetragen wurde. Im Frühjahr begannen die Bauarbeiten dann erneut. Um Schwierigkeiten in der Stabilität zu vermeiden, wurde der obere Teil des Turmes aus Holz gefertigt. Die gesamten Baukosten beliefen sich auf 7825 Goldmark, was inflationsbereinigt heute einer Kaufkraft von 66.737 Euro entspricht. Damit wurde allerdings auch der Kostenvoranschlag um 2530 Mark überschritten. Der Hauptverein unterstützte das Bauvorhaben finanziell, so dass die Schulden bis zum Jahr 1900 abgebaut werden konnten.
Am 24. Mai 1894 fand die Einweihungsfeier statt. Durch einen Erbpachtvertrag, der allerdings erst 1964 mit der Gemeinde Schopfheim vereinbart wurde, wurden klare Rechtsverhältnisse geschaffen.

### Seit Inbetriebnahme
1904 brannte der Holzverschlag des Turms aus, so dass eine Renovierung erforderlich wurde. Infolge eines Blitzschlages am 22. Juni 1922 kam es zu einem erneuten Brand des Turms. Mit großzügigen Spenden konnte trotz der sich erschwerend auswirkenden Hyperinflation in dieser Zeit ein Wiederaufbau stattfinden, so dass am 11. Mai 1924 eine Wiedereröffnung stattfand. Die Wiederaufbaukosten betrugen 187 Millionen Mark.
Nach dem Zweiten Weltkrieges musste der stark mitgenommene Turm erneut instand gesetzt werden. Bis Juli 1950 blieb er für Besucher daher geschlossen. 1953 wurden zur Stabilisierung zehn eiserne Bänder umgelegt, die im Gewicht 1650 Kilogramm betrugen. Die 25.000 Holzschindeln wurden ersetzt und mit einem Schutzanstrich im oberen Teil des Turms 1963 versehen. Es folgte 1972 eine komplette Erneuerung des Turmdachs.
Anfang 1960 kündigte die Deutsche Bundespost an, auf der Hohen Möhr eine Sendeanlage installieren zu wollen. Dabei wurden verschiedene Varianten geprüft. Unter anderem stand auch ein Abriss des Aussichtsturms für einen neuen Funkturm zur Disposition. Vor allem die durch das Landratsamt vertretene Naturschutzbehörde meldete Bedenken an, dass auf dem Gipfel zwei Türme stehen sollten. Statische Messungen ergaben, dass der Hohe-Möhr-Turm nicht geeignet war, die erforderlichen Fernsehsendeantennen aufzunehmen. Der Schwarzwaldverein war hingegen nur dann bereit den bisherigen Aussichtsturm zu opfern wenn auf dem neuen Funkturm eine Aussichtsplattform installiert würde. Schlussendlich wurde mit dem Sendeturm Hohe Möhr ein separater 77 Meter hoher Sendeturm etwa 60 Meter westlich vom Aussichtsturm errichtet.
Zum 100-jährigen Bestehen des Turms wurde die bis dato größte und mit 130'000 Mark teuerste Sanierung des Turms vollendet. Neben Fassadenarbeiten mussten auch Ausbesserungen für die Standfestigkeit vorgenommen werden. Auch eine neue Holztreppe erhielt der Turm im Inneren. Am 1. Mai 1983 wurde der Turm wieder für die Öffentlichkeit freigegeben. 2004 wurden die Stabilisierungsbänder ausgetauscht und der Schindelmantel ausgetauscht. Zusammen mit der Sanierung im Inneren beliefen sich die Kosten für die Instandsetzung auf 116.000 Euro.

## Beschreibung

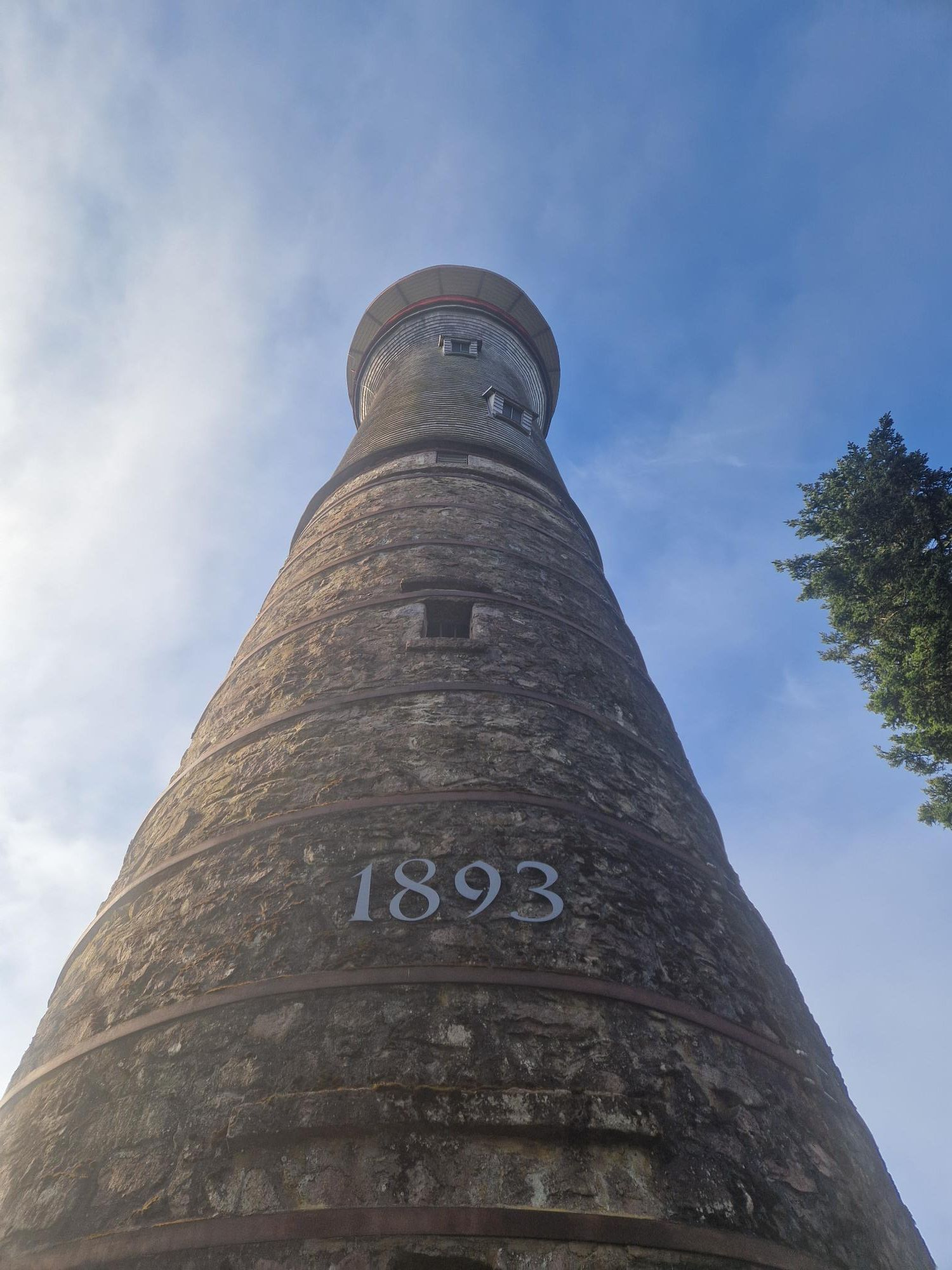
Untersicht auf den Hohe-Möhr-Turm

Der Hohe-Möhr-Turm ragt 30 Meter inmitten des bewaldeten Gipfels der Hohen Möhr empor. Der Turm steht auf einem Steinfundament und besteht aus einem sich verjüngenden, zylindrischen Turmschaft. Durch die Verwendung der zwei Materialien Stein und Holz ragt bis etwa zur Hälfte der Turmhöhe die Steinfassade empor, darüber ist eine Fassade aus Holzschindeln zu sehen. Im Schaft sind kleine schießschartenartige Fenster eingelassen. Die Fenster im oberen Holzteil springt zudem leicht hervor und haben ein leicht auskragendes Dächlein über der oberen Fensterkante. Im unteren gemauerten Turmteil profilieren die Stablisierungsringe die Fassade. Die nach Osten ausgerichtete bogenförmige Eingangstüre trägt oberhalb die Jahreszahl 1893 – das Jahr in dem die Bauarbeiten begannen.
Im Inneren führt eine Wendeltreppe linksläufig mit 141 Stufen, die unteren 54 aus Stein die oberen 87 aus Holz, zur Aussichtsplattform in 25 Meter Höhe. Die Aussichtsplattform im Freien führt einmal um den Turmschaft herum. Darüber thront ein rotes, auskragendes Kegeldach, das den Plattformbereich vor Witterungen schützt. Auf der Spitze des Daches befindet sich ein Metallstab, der die Fangeinrichtung des Blitzschutzes bildet.
Am Fuße des Turmes befinden sich mehrere Bänke und Tische sowie eine Grillstelle. In den Sommermonaten findet durch Mitglieder des Schwarzwaldvereins an Sonn- und Feiertagen zudem eine Bewirtung statt.

## Rezeption
Der Mundartdichter Gerhard Jung thematisierte in seinem Gedicht „Meiner lieben Heimat Zell“ die Fernsicht, die man vom Hohe-Möhr-Turm erhält, auch wenn er diesen nicht explizit nennt.